# بوزولی
بوزولی (به لاتین: Buzuli) یک منطقهٔ مسکونی در روسیه است که در استان آمور واقع شده‌است.